# Kaufdorf
Kaufdorf – gmina (niem. Einwohnergemeinde) w Szwajcarii, w kantonie Berno, w regionie administracyjnym Bern-Mittelland, w okręgu Bern-Mittelland.
Gmina została po raz pierwszy wspomniana w dokumentach w 1148 roku jako Cuffedorf.

## Demografia
W Kaufdorfie mieszkają 1 073 osoby. W 2020 roku 8,8% populacji gminy stanowiły osoby urodzone poza Szwajcarią.
W 2000 roku 95,3% populacji (753 osoby) mówiło w języku niemieckim, 1,6% (13 osób) w języku albańskim, a 0,8% (6 osób) w języku francuskim. Jedna osoba mówiła w języku włoskim, a jedna w języku romansz.

Zmiany w liczbie ludności na przestrzeni lat przedstawia poniższy wykres:

## Transport
Przez teren gminy przebiega droga główna nr 221.